# Bungarus slowinskii
Bungarus slowinskii är en ormart som beskrevs av Kuch et al. 2005. Bungarus slowinskii ingår i släktet kraiter och familjen giftsnokar. IUCN kategoriserar arten globalt som sårbar. Inga underarter finns listade.
Denna orm förekommer med två från varandra skilda populationer i norra och centrala Vietnam och kanske i angränsande områden av Laos. Den vistas i kulliga regioner nära vattendrag. Landskapet är täckt av städsegrön skog. Bungarus slowinskii är aktiv på natten och vistas främst på marken.